# L'Ecrivain
L'Ecrivain is een restaurant gevestigd in Lower Baggot Street in Dublin, Ierland, dat sinds 2003 in het bezit is van één Michelinster. Het restaurant opende zijn deuren in 1989.
Het restaurant biedt een keuze uit zowel de Ierse als de Franse keuken.
De chef-kok van L'Ecrivain is Derry Clark.